# Đorđe Andrejević Kun
Đorđe Andrejević Kun (Breslavia, 31 marzo 1904 – Belgrado, 17 gennaio 1964) è stato un pittore serbo.
A lui si deve il progetto dello stemma della città di Belgrado, e (insieme ad Antun Augustinčić) dello stesso stemma della Repubblica federativa di Jugoslavia nonché degli stemmi degli ordini onorifici jugoslavi e delle relative medaglie. Spesso citato come uno dei più noti pittori jugoslavi, fu membro dell'Accademia Serba delle Scienze e delle Arti.

## Biografia

Stemma della città di Belgrado

Nato in Germania da genitori serbi, condusse la maggior parte dei suoi studi tra Berlino e Belgrado, laureandosi presso l'Accademia di Belle Arti di Belgrado. Visse e studiò per due anni anche in Italia (1926 - 1928), prima di trascorrere un anno (1929) a Parigi. Nel 1931 un suo progetto vinse il primo premio per il concorso artistico per la scelta dello stemma della città di Belgrado, che ancora oggi viene utilizzato ufficialmente. Nel 1931 e nel 1932 tenne mostre personali a Belgrado, Zagabria e Novi Sad. Nel 1934 si unì a formare il gruppo Zivot (anche detto Life Group) degli artisti jugoslavi.
Nel 1937 realizzò la xilografia "Oro intriso di sangue" (Krvavo Zlato). Combatté con le Brigate internazionali nella guerra civile spagnola, durante la quale realizzò la xilografia "Per la Libertà" (Za Slobodu) del 1939. L'anno successivo pubblicò una raccolta di schizzi, disegni e studi (Skice, crtezi, studije) in Spagna. Dal 1941 al 1945, fu membro delle "Forze di liberazione nazionale jugoslave".
Nel 1946 il suo disegno "Partigiani" (Partizani) si aggiudicò il Premio della Federazione jugoslava per la grafica, e nel 1949 il suo olio "Testimoni dell'Orrore" (Svedoci užasa) vinse il premio della Federazione Jugoslava Premio per la pittura. Tra il 1951 e il 1953 fece parte degli "Indipendenti" (Samostalni). Nel 1945 entrò a far parte della "Accademia di Belle Arti" di Belgrado come professore ordinario, e tra il 1959 e il 1963 ne fu preside.
Nel 1950 fu eletto membro corrispondente della "Accademia delle Arti e delle Scienze", e nel 1958 membro a pieno titolo. Dal 1957 al 1960 fu presidente della Federazione jugoslava degli Artisti. Negli anni seguenti la seconda guerra mondiale firmò delle personali a Belgrado (1953 e 1959), Kragujevac, Čačak, Niš, Skopje, Zemun e Sombor, nonché a Berlino nel 1963.
L'inventario della sua opera elenca circa trecento dipinti, alcuni monumentali altri di piccole dimensioni. Più di sessanta sono nei musei della Serbia e all'estero, circa altrettanti sono di proprietà di istituzioni governative, il resto sono in collezioni private. Kun firmò oltre mille disegni, la maggior parte di cui sono in collezioni museali. La prima stampa di "Oro intriso di sangue" e di "Per la Libertà" sono di proprietà di musei di Belgrado. Fu autore anche di tre mosaici di grandi dimensioni, uno presso il Monumento ai Caduti in Ivanjica, un secondo sulla facciata di un edificio pubblico a Kragujevac, e il terzo presso il Museo dell'Olocausto di Parigi.
Morì il 17 gennaio 1964, a Belgrado.